# Prądzyński (Adelsgeschlechter)
Prądzyński (auch Prondzinski, Pradzinski uvw.) ist der Beiname verschiedener ursprünglich pommerellischer und kaschubischer, später preußischer Adelsgeschlechter. Der Beiname bezieht sich auf den Ort Prondzonna in Westpreußen.

## Geschichte
Die erste Erwähnung des Namens stammt aus dem Jahre 1552. Erwähnt werden Andreas, Lorenz, Mathias, Paul, Adalbert und Bartholomäus Prądzyński. Weitere Erwähnungen finden sich 1570, als Peter Prądzyński aus Prondzonna, Gregor Prądzyński aus Adlig Lonken sowie Gregor, Peter, Otto und Paul Prądzyński aus Adlig Briesen neben Vertretern der Geschlechter Brzeziński und Lipiński genannt werden.
Hinter dem Namen Prądzyński versammeln sich die Familien Aubracht (Abracht, Aubrecht, Olbrecht, Obracht, Wolbrecht), Depka (Depa), Mądry (Mondri), Pażątka (Parzątka), Spiczak oder Pluto (Pluta). Einige dieser Namenvarianten wurden wahrscheinlich nur von Einzelpersonen und vorübergehend geführt, während Aubracht, Depka, Mondri, Parzątka, Spiczak und Pluto – mit jeweils eigenen Wappen – über Jahrhunderte bestehen blieben. Zweige dieser Familien bestehen bis heute.
Die von Aubracht Prądzyński führten wohl schon ursprünglich ein anderes Wappen und sind nicht zwangsläufig mit den anderen Prądzyńskis verwandt. Es wird angenommen, dass die von Pluto Prądzyński wiederum aus dem Dorf Prądzonka stammen, von dem sie ihren Nachnamen übernommen haben.

Eines von drei Wappen derer von Aubracht Prądzyński
Die von Depka Prądzyński bedienten sich dieses Wappens
Wappen derer von Pluto Prądzyński

Viele Prądzyńskis waren Abgeordnete des Sejm, als preußische Offiziere in der Armee oder bekleideten kleinere Ämter in Pommern.

## Namensträger
- Joseph von Aubracht Prądziński (etwa 1725–1785), preußischer Gutsanteilsbesitzer auf Adlig Lonken; ⚭ Johanna von Witk Jeżewska (1729–1792), geb. von Wnuck Lipińska
- Ludwig Matthäus von Aubracht Prądziński († 1829), letzter Abt des Klosters Blesen[5]
- Michael von Pluto Prądzyński (1814–1866), preußischer Gutsanteilsbesitzer auf Oslawdamerow und Mitglied der Pommerschen Ritterschaft; I ⚭ Marianna von Kiedrowska; II ⚭ Karoline Helene Praxedis von Wika Czarnowska.[6]